# مهرجان كان السينمائي 2019
مهرجان كان السينمائي لعام 2019 هو الدورة الـ72 للمهرجان عقد في 14 إلى 24 مايو من عام 2019، حصل فيلم «طفيلي» للمخرج الكوري الجنوبي بونغ جون هو على السعفة الذهبية.

## وصلات خارجية
- مهرجان كان السينمائي 2019 على موقع IMDb (الإنجليزية)
- الصفحة الرسمية لمهرجان كان السينمائي.